# Горнунг, Борис Владимирович
Борис Влади́мирович Го́рнунг (13 (25) декабря 1899, Москва — 2 октября 1976, там же) — русский советский филолог-лингвист, поэт, переводчик и библиограф
, доктор филологических наук (1960). Старший брат фотографа, поэта и мемуариста Л. В. Горнунга.

## Биография
Родился в семье коренного москвича потомственного почётного гражданина Владимира Иосифовича Горнунга (1871—1931) и Марии Филипповны Горнунг (урожд. Мария Юлия Регина Морель,1873 — 1924). Отец — человек исключительной энергичности и разносторонних интересов: до революции предприниматель, общественный деятель, химик-органик по образованию, не лишённый литературных амбиций — член Московского литературно-художественного кружка, возглавляемого в разное время В. Я. Брюсовым, С. Л. Толстым, В. Ф. Ходасевичем. Дед — Иосиф (Осип) Иванович Горнунг (1827—1905) — известный коллекционер-нумизмат, почетный член Московского Нумизматического общества. Род отца в России прослеживается до Иоганна-Иосифа Горнунга (Hornung) — сына лютеранского пастора, выходца из Южной Швеции, поступившего в 1703 году на службу в Российский флот, а затем определённого Петром I в Иностранную коллегию. Мать — наполовину француженка, в замужестве принявшая православие, закончила 4-ю женскую гимназию в Москве и получила высшее педагогическое образование в Париже. Кроме старшего Бориса в семье было ещё пятеро детей.
В 1917 году Б. В. Горнунг заканчивает 1-е московское реальное училище и, самостоятельно изучив латынь и греческий, поступает на историко-филологический факультет Московского университета (одновременно на отделения сравнительного языковедения и классической филологии). Весной 1920 года вынужден прервать учёбу в связи с призывом в Красную Армию. Недолго служит в инженерной части на Южном фронте, а затем в Москве в распоряжении Главного Военно-инженерного Управления (ГВИУ) РККА. В 1921 году, оставаясь на военной службе, заканчивает университетский курс. На основании исследования «Синтаксические функции аориста в древнеиндийском, греческом и старославянских языках» — профессора М. М. Покровский и В. К. Поржезинский предлагают оставить Б. В. Горнунга в университете для подготовки к профессорскому званию по кафедре сравнительного языковедения и санскрита. Однако, несмотря на ходатайство Наркомпроса перед ГВИУ, Б. В. Горнунг не был демобилизован вплоть до весны 1924 г. Тем не менее, с 1919 по 1924 год он — секретарь, затем товарищ председателя Московского лингвистического кружка, член Диалектологической комиссии Академии наук, Комиссии по народной словесности Общества любителей естествознания, антропологии и этнографии (ИОЛЕАЭ) имени Д. Н. Анучина при Московском университете, работает в фольклорном подотделе Литотдела Наркомпроса и Комиссии по славянскому переводу Библии при Московском Археологическом обществе.
В 1924—1926 годах Б. В. Горнунг — штатный научный сотрудник 1-го разряда Государственной академии художественных наук (ГАХН), но активно участвует в деятельности академии и позже, по существу вплоть до её фактической ликвидации. В частности он — учёный секретарь Комиссии по изучению проблемы формы, в работе которой большое место занимали вопросы поэтики и лингвистики. В 1925 тиражом 50 экз. выпустил машинописный сборник стихов Поход времени; большое количество стихотворений 20-х годов осталось неизданным.
В этот период Б.В Горнунг вместе со своими товарищами-филологами Максимом Кенигсбергом, Александром Роммом и др. занимается изданием неофициальных (машинописных) литературно-философских журналов «Гермес» (1922—1924) и «Гиперборей» (1926), а также является редактором альманахов поэзии и критики «Мнемозина» (подготовлен к изданию в 1924) и «Чёт и нечет» (1925). Выпуск перечисленных выше неподцензурных изданий, хотя и весьма ограниченный, был рискованным занятием в то время, когда, по словам К. М. Поливанова, «сам факт собирания машинописного альманаха или регулярных собраний становился достаточным для ареста». Наиболее активными участниками этих изданий были Н. Ф. Бернер, Н. В. Волькенау, Л. В. Горнунг, М. М. Кенигсберг, В. И. Нейштадт, А. И. Ромм и Г. Г. Шпет, учеником которого Горнунг себя считал. Сам Б. В. Горнунг был непременным участником всех выпусков. Всего в них приняло участие пятьдесят авторов, среди которых С. А. Ауслендер, Ю. Н. Верховский, М. А. Кузмин, Б. К. Лившиц, С. Я. Парнок, В. И. Мозалевский, Б. В. Шапошников, С. В. Шервинский и др. Именно из круга авторов «Гермеса» и «Мнемозины» состояла значительная часть участников московских литературных объединений: «Кифара», «Зелёная Лампа», т. н. Зайцевский кружок, «Camerata».
С 1926 по 1938 год, если не считать недолгих периодов службы в Государственной научной библиотеке ВСНХ и «Ленинке», Б. В. Горнунг избегает постоянной государственной службы, опасаясь «чисток», и живёт случайными литературными и педагогическими заработками. Одной из причин послужила разгромная критика в партийном журнале «На литературном посту», под которую попали авторы выпущенного ГАХН в 1929 году сборника «Эстетика Льва Толстого». Уже в заглавии рецензии их назвали «буржуазными искусствоведами», в самой же статье Б. В. Горнунг и В. П. Зубов были выделены особо как авторы «заострённо антимарксистских собственных положений».
В 1938—1939 годах Б. В. Горнунг заведует редакцией античной литературы в Гослитиздате, где редактирует переводы 13 книг античных авторов и готовит к ним обширные комментарии. С 1939 года и вплоть до раннего ухода на пенсию в 1964 году Б. В. Горнунг работает в институтах Отделения литературы и языка (ОЛЯ) Академии наук. В 1939 году академик М. М. Покровский, возглавлявший отдел античной литературы в Институте мировой литературы Академии наук (ИМЛИ), добивается согласия на назначение Б. В. Горнунга руководителем группы античной мифологии и одновременно учёным секретарем его отдела. Здесь Б. В. Горнунг активно участвует в подготовке всеобъемлющей истории древнегреческой литературы на русском языке. Параллельно он занимается исследованием наиболее интересовавшего его периода в истории литературы Древней Греции — эпоса.
В начале июля 1941 года, не будучи взятым в ополчение, Б. В. Горнунг отправляется в эвакуацию с книгами из фондов толстовских музеев и особняка М. Горького. В Ташкентской эвакуации Б. В. Горнунг часто выступает в многочисленных госпиталях с лекциями для раненых.
До 1950 г. Б. В. Горнунг не сможет опубликовать ни одной из своих работ по индоевропейскому сравнительно-историческому языкознанию. Самые основы его отрицались сторонниками «нового учения о языке» Н. Я. Марра. Так, когда в 1944 г. Б. В. Горнунг всё-таки сумеет добиться постановки своего доклада «Этапы индоевропейского глоттогенеза» на общем собрании ОЛЯ, несмотря на его высокую оценку академиками С. П. Обнорским и Л. В. Щербою, марристы подвергнут докладчика самой беспощадной критике. Позже, в 1951 году, выступая на одном из коллективных ритуальных покаяний, в которые превратились учёные заседания по обсуждению сталинской статьи о языкознании, он скажет: «В силу ряда причин я вынужден был заниматься преимущественно историей литературы, текстологией, переводом и комментированием античных авторов и т. д. Но я в течение всех этих лет непрерывно занимался, кроме того, и вопросом о генетических связях между индоевропейскими языками».
Б. В. Горнунг совмещал основную работу с преподаванием в МИФЛИ, в Московском городском пединституте и в реорганизованном Библиотечном институте, где он читал лекции по античной литературе, по исторической грамматике древнегреческого и латинского языков, по сравнительной грамматике индоевропейских языков, введению в языкознание, ведёт спецкурсы по классическим древним языкам, включая санскрит, и старославянскому языку.
Б. В. Горнунг скончался 2 октября 1976 года. Похоронен на Ваганьковском кладбище в Москве (семейное захоронение, 45 участок).

### Семья
- Супруга — Нина Витальевна Горнунг (урожд. Костовская, 1901—1985) — переводчица.
  - Сын — Михаил Борисович Горнунг (1926—2009) — географ-африканист, почетный член Русского географического общества, нумизмат, экслибрисист, библиофил и москвовед.

## Вклад в науку
Круг научных интересов Б. В. Горнунга чрезвычайно широк: орфография, структура языка, методология лингвистики, стилистика, поэтика, риторика, античная литература, эллинизм и христианство. Его кандидатская диссертация — «Исследования в области древнегреческой литературы и древнегреческого языка» — состоит из девяти самостоятельных исследований. Их объединяет одна идея — показать единство и непрерывность развития всей греческой культуры: языка, религии и мифологии от позднемикенской эпохи (XIV—XIII вв. до н. э.) до эпохи классической литературы (VI—IV вв. до н. э.). Ведущие учёные страны в области классической филологии (В. В. Струве, И. И. Толстой, С. И. Соболевский) в своих отзывах на работы Б. В. Горнунга оценивают его как глубочайшего знатока классических языков и текстов античной литературы.
Главный научный интерес Б. В. Горнунга: сравнительное индоевропейское языкознание, классическая филология и этногенез — реконструкция происхождения и расселения народов Европы по данным археолого-лингвистического анализа. По его мнению, наиболее вероятными гипотезами в определении характера индоевропейской языковой общности являются следующие: 1) составляющие эту общность диалекты были территориально соприкасающимися, хотя они и могли обладать собственными чертами грамматического строя и основного словарного фонда, в них нераздельно могли происходить общие явления; 2) время образования индоевропейской языковой общности — эпоха выделения скотоводческих племен с патриархальным строем из примитивно-земледельческих племен с матриархальным строем; археологически — это конец неолита и начало эпохи бронзы; хронологически — не позже начала третьего тысячелетия до н. э.; 3) территория — относительно замкнутая область южной части средней или юго-восточной Европы; 4) социальная организация — племенной союз родственных племен, с возможным включением и неродственных племен, ранее усвоивших язык господствующей части племенного союза. Б. В. Горнунг развивает идею о роли чередования процессов интеграции и дифференциации племенных диалектов на примере балтийско-славянских языковых отношений. Он много работает над местом славянских языков в кругу индоевропейских языков. В частности, по его мнению, путём постепенного диалектного дробления праиндоевропейского языка выделились прапрусскославянский и пралеттолитовский диалекты. С течением времени прапрусскославянский разделился на праславянский и прапрусский, последний при этом сблизился с пралеттолитовским. В 1960 году Б. В. Горнунг подробно формулирует теоретические и методологические задачи индоевропеистики. В том же году по ходатайству десяти ведущих филологов страны Б. В. Горнунгу присуждена степень доктора филологических наук СССР без защиты диссертации по совокупности его научных трудов в области языкознания. Однако, признание ряда научных гипотез Б. В. Горнунга по существу пришло после его кончины.

## Избранные публикации
- Горнунг Б. В. Л. Н. Толстой и традиции «нового искусства» // Эстетика Льва Толстого: Сборник статей / Под ред. П. Н. Сакулина. — М.: Гос. акад. худож. наук, 1929. — С. 325.
- Горнунг Б. В. О некоторых вопросах, связанных с образованием и развитием индоевропейской семьи языков. Тез. Докл. Науч. Сотруд. И-та языкознания на объединённой сессии Ин-та этнографии, Ин-та истории материальной культуры, Ин-та истории и Ин-та языкознания АН СССР. М., АН СССР, 1951, С. 35—38.
- Б. В. Горнунг, В. Д. Левин, В. Н. Сидоров. Проблема образования и развития языковых семей // Вопросы языкознания, № 1, 1952, С. 41— 64.
- Горнунг Б. В. Предисловие // Бенвенист Э. Индоевропейское именное словообразование. М.: Изд-во иностр. лит-ры, 1955. С. З—24.
- Горнунг Б. В. К дискуссии о балто-славянском языковом и этническом единстве // Вопросы языкознания, № 4, 1958. С. 55—62.
- Горнунг Б. В. Изследвания в чест на акад. Д. Дечнев. Studia in honorem acad. D. Dečev. Българска Академия на науките, София, 1958.
- Горнунг Б. В. Актуальные задачи индоевропеистики в свете современных задач общего языкознания // Известия АН СССР. Отделение литературы и языка, 1960, Том 19, Вып. 6, С. 449—461.
- Горнунг Б. В. Из предыстории образования общеславянского языкового единства. М.: Издательство АН СССР, 1963. — 143 с.
- Горнунг Б. В. К вопросу об образовании индоевропейской языковой общности (Протоиндоевропейские компоненты или иноязычные субстраты?). М.: Наука, 1964.
- Горнунг Б. В. Единство синхронии и диахронии как следствие специфики языковой структуры // Соотношение синхронного анализа и исторического изучения языков. М., 1960.
- Горнунг Б. В. О характере языковой структуры // Вопросы языкознания, № 1, 1959. С. 34—48.
- Горнунг Б. В. Место лингвистики в системе наук и использование в ней методов других наук // Вопросы языкознания, № 4, 1960, С. 31—36.
- Горнунг Б. В. Несколько соображений о понятии стиля и задачах стилистики // Проблемы современной филологии: Сб. статей к 70-летию акад. В. В. Виноградова. М.: Наука, 1965. — С. 86—93.
- Горнунг Б. В. Об основном принципе русского правописания // Вопросы языкознания, № 2, 1967. С. 73—81.
- Горнунг Б. В. Существовал ли «Ренессанс XII века»? // Историко-филологические исследования: Сб. статей к 75-летию акад. Н. И. Конрада. М.: Наука, 1967.
- Горнунг Б. В. Черты русской поэзии 1910-х годов (К постановке вопроса о реакции против поэтического канона символистов) // Поэтика и стилистика русской литературы: Сб. статей памяти академика В. В. Виноградова. — Л.: Наука, 1971. — С. 262—269.
- Горнунг Б. В. Поход времени / сост. М. З. Воробёва; под ред. П. М. Нерлера. — М.: Российский гос. гуманит. ун-т, 2001. — 509 с. — (Библиотека Мандельштамовского общества). — ISBN 5-7281-0363-4.
- Горнунг Б.В. К вопросу о предмете и задачах поэтики // Искусство как язык — языки искусства. Государственная академия художественных наук и эстетическая теория 1920-х годов. / Под ред. Н.С.Плотникова и Н.П.Подземской при уч. Ю.Н.Якименко. — М.: Новое литературное обозрение, 2017. — С. 487. — 512 с. — ISBN 978-5-4448-0665-4. — ISBN 978-5-4448-0666-1.
- История греческой литературы. В 3-х томах / Соболевский С.И., Горнунг Б.В., Гринберг З.Г., Петровский Ф.А., Радциг С.И., Грабарь-Пассек М.Е. (Ред.). — Л.: изд-во и 1-я тип. Изд-ва Акад. наук СССР, 1946—1960. — 1236 с.
  - Т. 1: Эпос, лирика, драма классического периода. (1946 год, 488 стр.)
  - Т. 2: История, философия, ораторское искусство классического периода. (1955 год, 308 стр.)
  - Т. 3: Литература эллинистического и римского периодов. (1960 год, 440 стр.)

Переводы
- Моран П. Земля / Пер. с фр. под ред. Б. Горнунга и М. Эйхенгольца. — М.−Л.: Госиздат, 1927. — 249 с.
- Золя Э. Деньги / Пер. с фр. под ред. Б. Горнунга и Д. Усова. — М.−Л.: ЗиФ, 1928. — 504 с.
- Золя Э. Земля / Пер. с фр. — М.−Л.: ЗиФ, 1930. — 654 с.
- Мопассан Г. де. На воде // Полное собр. Соч. / Пер. с фр. — М.: ГИХЛ, 1947. — Т. 10. — С. 137—228.